# Шинхан Банк Казахстан
АО «Шинхан Банк Казахстан» (англ. JSC Shinhan Bank Kazakhstan) — банк в Казахстане, дочернее предприятие одного из крупнейших южнокорейских банков — Shinhan Bank, расположенного в Сеуле.
«Шинхан Банк Казахстан» был зарегистрирован в феврале 2008 года в г. Алматы. И стал первым южнокорейским банком на территории стран СНГ.

## Показатели
Финансовые показатели
на 31.03.2021
- Активы 81 485 млн тенге
- Обязательства 65 791 млн тенге
- Собственный капитал 15 964 млн тенге

В 2011 году банк занимал в Казахстане первое место в Топ-10 банков по росту объёма выданных кредитов, 3-е место в Топ-10 банков по темпам роста депозитной базы и 10-е место в Топ-10 банков по росту собственного капитала.

## Руководство
На 22.10.2024 г
- Чжо Енг Ын — Председатель Правления, член Совета директоров АО «Шинхан Банк Казахстан»
- Правление
  - Канг Гитэ
  - Ким Виталий
  - Юн Ёнхи
  - Джон Бёнгкю

## История
2020 г — в рамках оказания гуманитарной помощи банк передал Управлению общественного развития города Алматы и Департаменту контроля качества товаров и услуг 500 единиц средств индивидуальной защиты для борьбы с коронавирусной инфекцией стоимостью 20 тысяч $.
2015 г — открытие МФО Shinhan Finance, микрофинансовая организация, специализирующаяся на автокредитовании.
2011 г — банк занимал в Казахстане первое место в Топ-10 банков по росту объёма выданных кредитов, 3-е место в Топ-10 банков по темпам роста депозитной базы и 10-е место в Топ-10 банков по росту собственного капитала.
25 января 2008 г — выдано разрешение на открытие вновь создаваемого банка АО «Шинхан Банк Казахстан».
28 ноября 2008 г — выдана лицензия № 1.1.258.

## Деятельность
73,35 % доходов получает от вознаграждений по вкладам, размещённым в других банках.